# Get Yer Ya-Ya’s Out!
Get Yer Ya-Ya's Out! The Rolling Stones in Concert – płyta zespołu The Rolling Stones, wydana we wrześniu 1970 roku (zob. 1970 w muzyce). Znajduje się na niej zapis fragmentów trzech koncertów grupy z 27 i 28 listopada 1969 roku z nowojorskiej Madison Square Garden. Oficjalne wydanie albumu było odpowiedzią wytwórni na wielką liczbę bootlegów z trasy koncertowej Stonesów po Ameryce w roku 1969, zakończonej historycznym (i tragicznym w skutkach) koncertem w Altamont.
Na płycie znajduje się 10 utworów, z których większość pochodzi z dwóch poprzednich albumów grupy (Beggars Banquet i Let It Bleed), a dwa są kompozycjami Chucka Berry'ego ("Carol" oraz "Little Queenie"). Na krążku zamieszczone są najsłynniejsze utwory zespołu z tego okresu ("Jumpin' Jack  Flash", "Sympathy for the Devil", "Honky Tonk Women", i "Street Fighting Man") oraz kilka mniej znanych szerokiej publiczności kompozycji (np. blues Roberta Johnsona - "Love in Vain").
W 2009 roku Universal wydał zremasterowaną wersję oryginalnej płyty z 5 dodatkowymi utworami ("You Gotta Move", "Prodigal Son", "I'm Free"/"Under My Thumb" oraz "(I Can’t Get No) Satisfaction") oraz koncertami B.B. Kinga oraz zespołu soulowego Ike & Tina Turner.

## Lista utworów
| 1.  | Jumpin' Jack Flash     | 4:02  |
|     |                        |       |
| 2.  | Carol                  | 3:47  |
|     |                        |       |
| 3.  | Stray Cat Blues        | 3:41  |
|     |                        |       |
| 4.  | Love in Vain           | 4:57  |
|     |                        |       |
| 5.  | Midnight Rambler       | 9:05  |
|     |                        |       |
| 6.  | Sympathy for the Devil | 6:52  |
|     |                        |       |
| 7.  | Live with Me           | 3:03  |
|     |                        |       |
| 8.  | Little Quennie         | 4:33  |
|     |                        |       |
| 9.  | Honky Tonk Women       | 3:35  |
|     |                        |       |
| 10. | Street Fighting Man    | 4:03  |
|     |                        |       |
|     |                        | 47:38 |
|     |                        |       |

## Skład zespołu
- Mick Jagger – śpiew, harmonijka ustna;
- Keith Richards – gitara, chórki;
- Mick Taylor – gitara;
- Bill Wyman – gitara basowa;
- Charlie Watts – perkusja;
- Ian Stewart – pianino.

Płyta wydana przez firmę ABKCO Records.